# چارلز لئونر

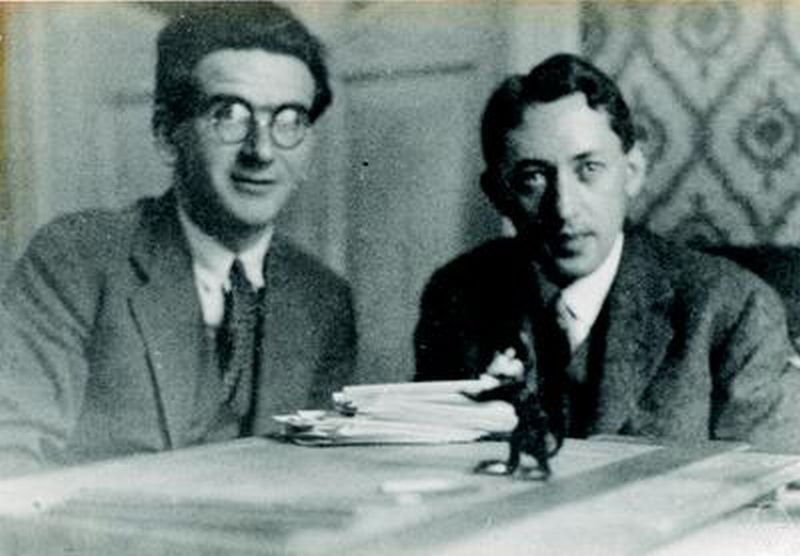
"چارلز لئونر" - سمت راست تصویر

چارلز لئونر (انگلیسی: Charles Loewner؛ ۲۹ مهٔ ۱۸۹۳ – ۸ ژانویهٔ ۱۹۶۸) یک دانشمند در زمینه آنالیز ریاضی اهل ایالات متحده آمریکا بود.